# Белое (район Магжана Жумабаева)
Белое (каз. Белое) — упразднённое село в районе Магжана Жумабаева Северо-Казахстанской области Казахстана. Входило в состав Гавринского сельского округа. Исключено из учётных данных решением Северо-Казахстанского облисполкома в 1985 году.